# 太平洋盜目魚
太平洋盜目魚（学名：Lestidiops pacificus）為輻鰭魚綱仙女魚目帆蜥魚亞目魣蜥魚科的一種，分布於西南太平洋紐西蘭及東太平洋巴拿馬至智利外海海域，為深海魚類，深度50-2000公尺，體長可達1.6公分，棲息在表中層水域，生活習性不明。
其种加名“pacificus”意为“太平洋的”。